# 1968年南アフリカグランプリ
1968年南アフリカグランプリ (1968 South African Grand Prix) は、1968年のF1世界選手権の開幕戦として、1968年1月1日にキャラミで開催された。
レースは80周で行われ、2度のチャンピオンで1965年のインディ500の勝者ジム・クラークがロータス-フォードでポール・トゥ・ウィンを果たした。クラークは3ヶ月後に行われたF2レースの事故で亡くなったため、これが最後の出走であり勝利でもあった。

## レース概要
キャラミでの元日と1968年シーズンは、フォード・コスワース・DFVエンジンを搭載したロータス・49を駆るジム・クラークが、前年の終盤2戦での連勝に続いての勝利で始まった。

### エントリー

#### 1968年の主要チームのラインナップ
前年のチャンピオンのデニス・ハルムはブラバムを離れ、マクラーレンに移籍してオーナーのブルース・マクラーレンとニュージーランド・コンビを結成した。エンジンはこの年からロータス以外のチームへの供給を開始したDFVを搭載することになったが、開幕時点でDFV搭載の新車は完成せず、前年のM5A（BRMのV12エンジンを搭載）でハルムのみ参加した。そしてこの年からマシンのカラーリングがパパイヤオレンジに変わった。ブラバムはハルムに代わってヨッヘン・リントを迎え、オーナーのジャック・ブラバムとコンビを組む。クーパーはルドビコ・スカルフィオッティとブライアン・レッドマンが起用され、新たにBRMのV12エンジンを使用する予定だったが開幕に間に合わず、前年同様マセラティV12エンジンを使用する。フェラーリはクリス・エイモンが残留し、ジャッキー・イクスとアンドレア・デ・アダミッチが加入した。BRMはマイク・スペンスが残留し、ペドロ・ロドリゲスが加入した。同社はH16エンジンの4バルブ版を開発していたが、本レースを最後に複雑怪奇なH16エンジンの使用を諦め、前年終盤にマクラーレンが使用していた2バルブのV12エンジンを使用することになった。そして新たにマトラがF1に本格参入した。実際には自社のV12エンジンを使用するワークスチームのマトラ・スポール（V12エンジンは開幕に間に合わず、暫定的に前年のF2用マシンMS7-フォードFVAで出走）と、セミワークスチームのマトラ・インターナショナル（本レースのみ暫定マシンのMS9を使用）の2チームによる参戦であった。前者はジャン＝ピエール・ベルトワーズが起用され、後者はケン・ティレルがチームを率い、ドライバーにジャッキー・スチュワート、エンジンはDFVという強力な体制が敷かれた。ロータスはジム・クラークとグラハム・ヒル、ホンダはジョン・サーティースがそれぞれ残留し、イーグルはオーナーのダン・ガーニーが引き続きドライブする。

#### その他
南アフリカGPのみの参加者のうち、プライベートでブラバムを駆るジョン・ラブと、LDSを駆るサム・ティングルの2人は「チーム・ガンストン」から出走したが、同チームのマシンは地元南アフリカのたばこメーカー「ガンストン」のオレンジに塗られた。その他のチーム及びドライバーについては、後述の#エントリーリストを参照されたい。

### 予選
クラークがチームメイトのヒルに1秒差を付けてポールポジションを獲得し、ヒルとスチュワート（マトラ）がフロントローを占めた。2列目はリントとブラバムのブラバム勢、3列目はサーティース（ホンダ）、フェラーリのデ・アダミッチとエイモンが占めた。グリッドの上位6名は、過去のチャンピオン経験者（クラーク、ヒル、ブラバム、サーティース）もしくは後にチャンピオンを獲得したドライバー（スチュワート、リント）によって埋められたが、ディフェンディングチャンピオンのハルムは4列目の9番手に沈んだ。

### 決勝
スタート後にスチュワートがクラークをリードし、ヒルはリント、サーティース、ブラバム、エイモンに次ぐ7位に後退した。2周目にクラークがスチュワートを抜いて首位に立ち、ブラバムはサーティースを抜き、ヒルはエイモンとサーティースを抜いて5位に浮上した。スカルフィオッティは水漏れに苦しみ、漏れた熱い湯によって火傷を負い病院に運ばれた。
ブラバムは7周目に3位のリントを抜いたが、その後すぐにエンジントラブルで後退し、リントは3位に戻った。リントはヒルの猛追を受け、13周目にヒルがリントを抜いて3位に浮上した。エイモンは同じ周にサーティースを抜いて5位に浮上した。
ヒルは27周目にスチュワートを捕らえて2位に浮上し、以後はロータス勢の1-2体制が続く。スチュワートは3位を走行したが、43周目にコネクティングロッドが壊れてリタイアした。これによりリントが再び3位となり、レース終了までロータス勢とリントの順位は変わらず、ロータスは圧倒的な1-2フィニッシュを達成した。エイモンは健闘しつつも首位争いに加われず2周遅れの4位、マクラーレン移籍初戦のハルムが5位、暫定的にF2マシンを駆るマトラのベルトワーズが6位に入賞した。前年のRA300を使用するホンダのサーティースは、レース中盤以降に中速以下でエンジンが死んでしまうトラブルに見舞われ、入賞圏外の8位に終わった。
クラークはF1通算25勝目を挙げ、ファン・マヌエル・ファンジオが持つF1通算最多勝利記録（24勝）を更新した。チームメイトのヒルもしっかり2位につけ、前年は信頼性に欠けていたロータス・49も熟成され、円熟期のクラークが1968年のチャンピオンを獲得するお膳立ては全て整ったかに見えた。しかし、これがクラークにとっての最後の優勝になろうとは誰も予想し得なかった。ヨーロッパラウンドが始まるまでのインターバル期間である4月7日、雨模様のホッケンハイムリンクで行われたF2レース「ドイツトロフィー」でクラークは不可解な事故を起こし、あっけなく亡くなってしまった。享年32歳。世界中が天才の死を悼んだ。1963年と1965年にチャンピオンを獲得したクラークは、72戦25勝（勝率34.7%）、ポールポジション33回、最多ラップリーダー43回、通算リードラップ1,943周、ハットトリック11回、グランドスラム8回という圧倒的な記録を残して、永遠の旅に出た。
そのクラークに代わってインディ500に参加したスペンスも、5月初旬に同レースの練習走行で事故死してしまい、彼にとっても本レースが最後のF1世界選手権レースとなった。
また、ホンダ・RA300やブラバム・BT11もF1最後の出走となった。

## エントリーリスト
| チーム                                                      | No. | ドライバー                     | コンストラクター | シャシー | エンジン                         | タイヤ |
| ----------------------------------------------------------- | --- | ------------------------------ | ---------------- | -------- | -------------------------------- | ------ |
| ブルース・マクラーレン・モーターレーシング                  | 1   | デニス・ハルム                 | マクラーレン     | M5A      | BRM P142 3.0L V12                | G      |
| ブラバム・レーシング・オーガニゼーション                    | 2   | ジャック・ブラバム             | ブラバム         | BT24     | レプコ 740 3.0L V8               | G      |
| ブラバム・レーシング・オーガニゼーション                    | 3   | ヨッヘン・リント               | ブラバム         | BT24     | レプコ 740 3.0L V8               | G      |
| チーム・ロータス                                            | 4   | ジム・クラーク                 | ロータス         | 49       | フォード・コスワース DFV 3.0L V8 | F      |
| チーム・ロータス                                            | 5   | グラハム・ヒル                 | ロータス         | 49       | フォード・コスワース DFV 3.0L V8 | F      |
| アングロ・アメリカン・レーサーズ                            | 6   | ダン・ガーニー                 | イーグル         | T1G      | ウェスレイク 58 3.0L V12         | G      |
| ホンダ・レーシング                                          | 7   | ジョン・サーティース           | ホンダ           | RA300    | ホンダ RA273E 3.0L V12           | F      |
| スクーデリア・フェラーリ SpA SEFAC                          | 8   | クリス・エイモン               | フェラーリ       | 312/67   | フェラーリ 242 3.0L V12          | F      |
| スクーデリア・フェラーリ SpA SEFAC                          | 9   | ジャッキー・イクス             | フェラーリ       | 312/67   | フェラーリ 242 3.0L V12          | F      |
| スクーデリア・フェラーリ SpA SEFAC                          | 10  | アンドレア・デ・アダミッチ     | フェラーリ       | 312/67   | フェラーリ 242 3.0L V12          | F      |
| オーウェン・レーシング・オーガニゼーション                  | 11  | ペドロ・ロドリゲス             | BRM              | P126     | BRM P142 3.0L V12                | G      |
| オーウェン・レーシング・オーガニゼーション                  | 12  | マイク・スペンス               | BRM              | P115     | BRM P75 3.0L H16                 | G      |
| クーパー・カー・カンパニー                                  | 14  | ブライアン・レッドマン         | クーパー         | T81B     | マセラティ 10/F1 3.0L V12        | F      |
| クーパー・カー・カンパニー                                  | 15  | ルドビコ・スカルフィオッティ   | クーパー         | T86      | マセラティ 10/F1 3.0L V12        | F      |
| マトラ・インターナショナル                                  | 16  | ジャッキー・スチュワート       | マトラ           | MS9      | フォード・コスワース DFV 3.0L V8 | D      |
| チーム・ガンストン                                          | 17  | ジョン・ラブ                   | ブラバム         | BT20     | レプコ 620 3.0L V8               | F      |
| チーム・ガンストン                                          | 18  | サム・ティングル               | LDS              | Mk3      | レプコ 620 3.0L V8               | F      |
| ロブ・ウォーカー/ジャック・ダーラッシャー・レーシングチーム | 19  | ジョー・シフェール             | クーパー         | T81      | マセラティ 9/F1 3.0L V12         | F      |
| ヨアキム・ボニエ・レーシングチーム                          | 20  | ヨアキム・ボニエ               | クーパー         | T81      | マセラティ 9/F1 3.0L V12         | F      |
| マトラ・スポール                                            | 21  | ジャン＝ピエール・ベルトワーズ | マトラ           | MS7      | フォード・コスワース FVA 1.6L L4 | D      |
| スクーデリア・スクリバンテ                                  | 22  | デイヴ・チャールトン           | ブラバム         | BT11     | レプコ 620 3.0L V8               | F      |
| スクーデリア・スクリバンテ                                  | 24  | トニー・ジェフリーズ 1         | クーパー         | T55      | クライマックス FPF 2.8L L4       | F      |
| チーム・プレトリア                                          | 23  | ジャッキー・プレトリウス       | ブラバム         | BT11     | クライマックス FPF 2.8L L4       | F      |
| ジョン・ラブ                                                | 25  | バシル・ヴァン・ルーヤン       | クーパー         | T79      | クライマックス FPF 2.8L L4       | F      |
| ソース:                                                     |     |                                |                  |          |                                  |        |

追記
- ピンク地はF2マシンで参加
- ^1 - エンジンが準備できず[17]

## 結果

### 予選
| 順位    | No. | ドライバー                     | コンストラクター        | タイム | 差   | グリッド |
| ------- | --- | ------------------------------ | ----------------------- | ------ | ---- | -------- |
| 1       | 4   | ジム・クラーク                 | ロータス-フォード       | 1:21.6 | -    | 1        |
| 2       | 5   | グラハム・ヒル                 | ロータス-フォード       | 1:22.6 | +1.0 | 2        |
| 3       | 16  | ジャッキー・スチュワート       | マトラ-フォード         | 1:22.7 | +1.1 | 3        |
| 4       | 3   | ヨッヘン・リント               | ブラバム-レプコ         | 1:23.0 | +1.4 | 4        |
| 5       | 2   | ジャック・ブラバム             | ブラバム-レプコ         | 1:23.2 | +1.6 | 5        |
| 6       | 7   | ジョン・サーティース           | ホンダ                  | 1:23.5 | +1.9 | 6        |
| 7       | 10  | アンドレア・デ・アダミッチ     | フェラーリ              | 1:23.6 | +2.0 | 7        |
| 8       | 8   | クリス・エイモン               | フェラーリ              | 1:23.8 | +2.2 | 8        |
| 9       | 1   | デニス・ハルム                 | マクラーレン-BRM        | 1:24.0 | +2.4 | 9        |
| 10      | 11  | ペドロ・ロドリゲス             | BRM                     | 1:24.9 | +3.3 | 10       |
| 11      | 9   | ジャッキー・イクス             | フェラーリ              | 1:24.9 | +3.3 | 11       |
| 12      | 6   | ダン・ガーニー                 | イーグル-ウェスレイク   | 1:25.6 | +4.0 | 12       |
| 13      | 12  | マイク・スペンス               | BRM                     | 1:25.9 | +4.3 | 13       |
| 14      | 22  | デイヴ・チャールトン           | ブラバム-レプコ         | 1:26.2 | +4.6 | 14       |
| 15      | 15  | ルドビコ・スカルフィオッティ   | クーパー-マセラティ     | 1:26.3 | +4.7 | 15       |
| 16      | 19  | ジョー・シフェール             | クーパー-マセラティ     | 1:26.4 | +4.8 | 16       |
| 17      | 17  | ジョン・ラブ                   | ブラバム-レプコ         | 1:27.0 | +5.4 | 17       |
| 18      | 21  | ジャン＝ピエール・ベルトワーズ | マトラ-フォード         | 1:27.2 | +5.6 | 18       |
| 19      | 20  | ヨアキム・ボニエ               | クーパー-マセラティ     | 1:27.3 | +5.7 | 19       |
| 20      | 25  | バシル・ヴァン・ルーヤン       | クーパー-クライマックス | 1:27.8 | +6.2 | 20       |
| 21      | 14  | ブライアン・レッドマン         | クーパー-マセラティ     | 1:28.0 | +6.4 | 21       |
| 22      | 18  | サム・ティングル               | LDS-レプコ              | 1:28.6 | +7.0 | 22       |
| 23      | 23  | ジャッキー・プレトリウス       | ブラバム-クライマックス | 1:29.0 | +7.4 | 23       |
| ソース: |     |                                |                         |        |      |          |

追記
- ピンク地はF2マシンで参加

### 決勝
| 順位    | No. | ドライバー                     | コンストラクター        | 周回数 | タイム/リタイア原因 | グリッド | ポイント |
| ------- | --- | ------------------------------ | ----------------------- | ------ | ------------------- | -------- | -------- |
| 1       | 4   | ジム・クラーク                 | ロータス-フォード       | 80     | 1:53:56.6           | 1        | 9        |
| 2       | 5   | グラハム・ヒル                 | ロータス-フォード       | 80     | +25.3               | 2        | 6        |
| 3       | 3   | ヨッヘン・リント               | ブラバム-レプコ         | 80     | +30.4               | 4        | 4        |
| 4       | 8   | クリス・エイモン               | フェラーリ              | 78     | +2 Laps             | 8        | 3        |
| 5       | 1   | デニス・ハルム                 | マクラーレン-BRM        | 78     | +2 Laps             | 9        | 2        |
| 6       | 21  | ジャン＝ピエール・ベルトワーズ | マトラ-フォード         | 77     | +3 Laps             | 18       | 1        |
| 7       | 19  | ジョー・シフェール             | クーパー-マセラティ     | 77     | +3 Laps             | 16       |          |
| 8       | 7   | ジョン・サーティース           | ホンダ                  | 75     | +5 Laps             | 6        |          |
| 9       | 17  | ジョン・ラブ                   | ブラバム-レプコ         | 75     | +5 Laps             | 17       |          |
| NC      | 23  | ジャッキー・プレトリウス       | ブラバム-クライマックス | 71     | 規定周回数不足      | 23       |          |
| Ret     | 6   | ダン・ガーニー                 | イーグル-ウェスレイク   | 58     | オイル漏れ          | 12       |          |
| Ret     | 9   | ジャッキー・イクス             | フェラーリ              | 51     | オイル漏れ          | 11       |          |
| Ret     | 20  | ヨアキム・ボニエ               | クーパー-マセラティ     | 46     | オーバーヒート      | 19       |          |
| Ret     | 16  | ジャッキー・スチュワート       | マトラ-フォード         | 43     | エンジン            | 3        |          |
| Ret     | 18  | サム・ティングル               | LDS-レプコ              | 35     | オーバーヒート      | 22       |          |
| Ret     | 25  | バシル・ヴァン・ルーヤン       | クーパー-クライマックス | 22     | エンジン            | 20       |          |
| Ret     | 11  | ペドロ・ロドリゲス             | BRM                     | 20     | 燃料系統            | 10       |          |
| Ret     | 2   | ジャック・ブラバム             | ブラバム-レプコ         | 16     | エンジン            | 5        |          |
| Ret     | 10  | アンドレア・デ・アダミッチ     | フェラーリ              | 13     | アクシデント        | 7        |          |
| Ret     | 12  | マイク・スペンス               | BRM                     | 7      | 燃料系統            | 14       |          |
| Ret     | 14  | ブライアン・レッドマン         | クーパー-マセラティ     | 4      | オイル漏れ          | 21       |          |
| Ret     | 22  | デイヴ・チャールトン           | ブラバム-レプコ         | 3      | ディファレンシャル  | 14       |          |
| Ret     | 15  | ルドビコ・スカルフィオッティ   | クーパー-マセラティ     | 2      | 水パイプ            | 15       |          |
| ソース: |     |                                |                         |        |                     |          |          |

ファステストラップ
- ジム・クラーク - 1:23.7（73周目）

ラップリーダー
- ジャッキー・スチュワート - 1周 (Lap 1)
- ジム・クラーク - 79周 (Lap 2-80)

追記
- ピンク地はF2マシンで参加

## 第1戦終了時点のランキング
| 順位    | ドライバー       | ポイント |
| ------- | ---------------- | -------- |
| 1       | ジム・クラーク   | 9        |
| 2       | グラハム・ヒル   | 6        |
| 3       | ヨッヘン・リント | 4        |
| 4       | クリス・エイモン | 3        |
| 5       | デニス・ハルム   | 2        |
| ソース: |                  |          |

| 順位    | コンストラクター  | ポイント |
| ------- | ----------------- | -------- |
| 1       | ロータス-フォード | 9        |
| 2       | ブラバム-レプコ   | 4        |
| 3       | フェラーリ        | 3        |
| 4       | マクラーレン-BRM  | 2        |
| 5       | マトラ-フォード   | 1        |
| ソース: |                   |          |

- 注:  トップ5のみ表示。前半6戦のうちベスト5戦及び後半6戦のうちベスト5戦がカウントされる。